# Onze-Lieve-Vrouw-van-Bijstandkapel (Nederokkerzeel)

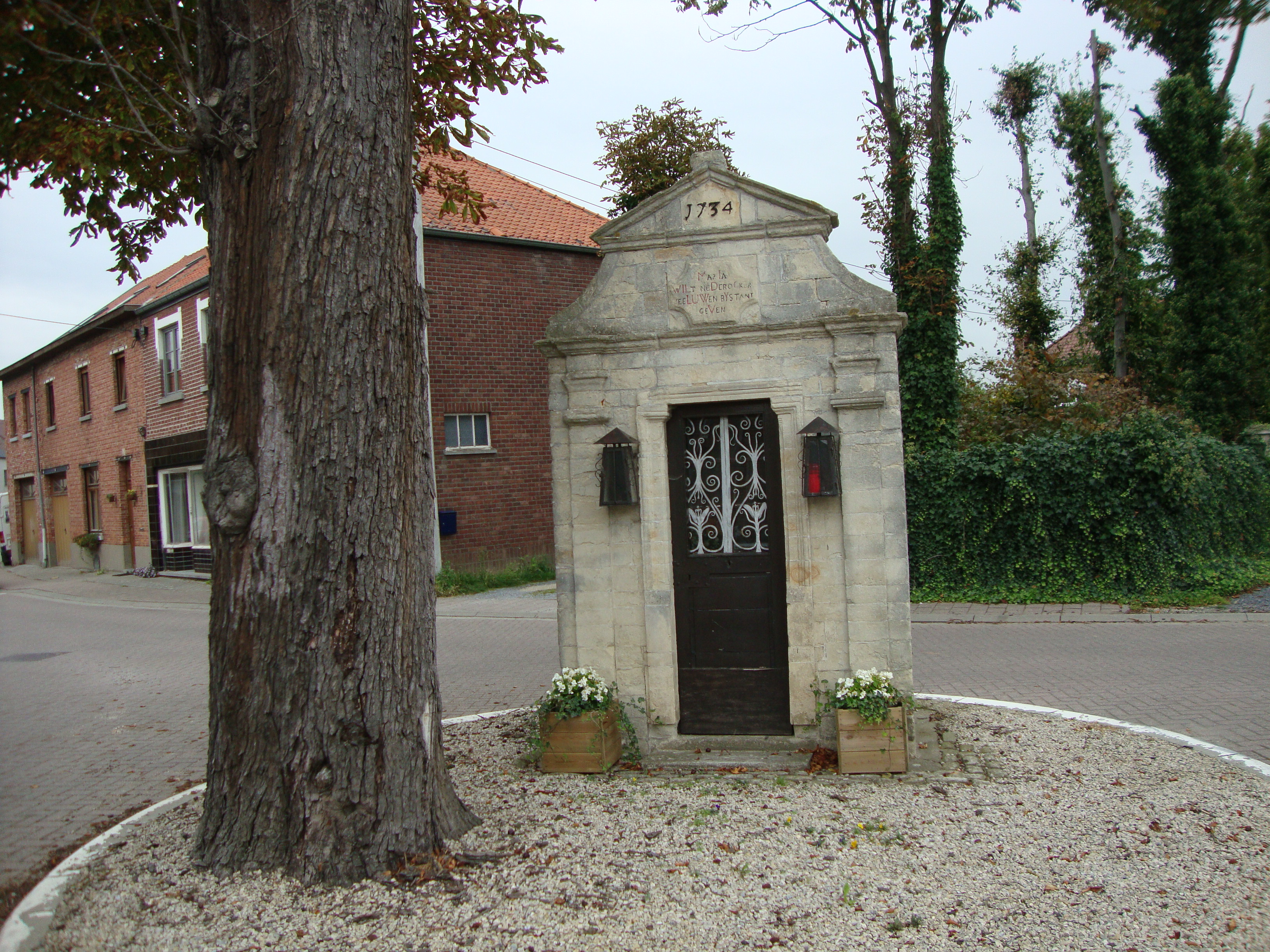
Onze-Lieve-Vrouw-van-Bijstandkapel

De Onze-Lieve-Vrouw-van-Bijstandkapel is een kapel in de tot de Vlaams-Brabantse gemeente Kampenhout behorende plaats Nederokkerzeel, gelegen aan de Laarstraat.
Het zandstenen kapelletje werd gebouwd in 1734 in classicistische stijl. Het jaartal wordt weergegeven met het chronogram: Maria wilt Nederockerzeel uwen bijstant geven en Eer dat gij van hier weg vertreckt eerst Wees gegroet Maria spreekt.
De ingang wordt geflankeerd door pilasters en bekroond met een driehoekig fronton.